# Département de Santa Lucía
Le département de Santa Lucía est une des 19 subdivisions de la province de San Juan, en Argentine. Son chef-lieu est la ville de Santa Lucía.
Le département a une superficie de 45 km2. Sa population s'élevait à 43 565 habitants au recensement de 2001.

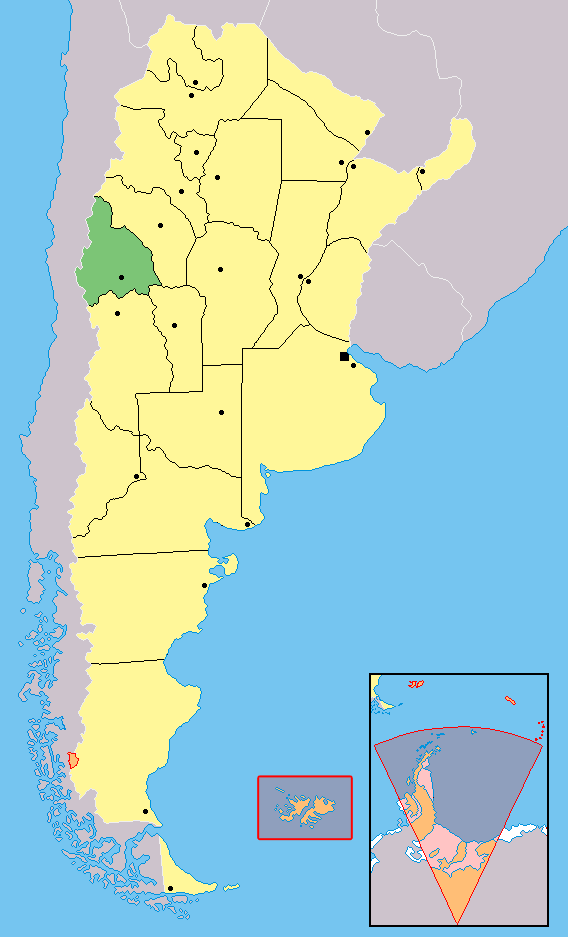
Localisation de la province de San Juan en Argentine